# アンテナ (ZZトップのアルバム)
『アンテナ』（Antenna）は、アメリカ合衆国のロック・バンド、ZZトップが1994年に発表した11作目のスタジオ・アルバム。バンドは1992年に3千万ドル以上の契約金でRCAレコードへ移籍し、本作は移籍第1弾アルバムとしてリリースされた。

## 背景
本作のタイトルは、バンドに大きな影響を与えた1950年代から1960年代のロック・ラジオ局に敬意を表したものであり、フランク・ベアードは本作のライナーノーツで「アンテナが俺達を結びつけたと言ってもいい」とコメントしている。ビリー・ギボンズによれば、本作のレコーディングでは「ギターのトラックをデカくすることはできる。それをボーカルでやってみたらどうだろう?」という発想から、ボーカルのオーバー・ダビングが試みられたという。
日本盤やヨーロッパ盤には「エヴリシング」がボーナス・トラックとして収録された。

## 反響
バンドの母国アメリカではBillboard 200で最高14位に終わり、『イリミネイター』（1983年）以降のスタジオ・アルバムとしては初めてトップ10入りを逃す結果となる。1994年3月にRIAAによってゴールドディスクに認定され、同年6月にはプラチナディスクに認定された。
全英アルバムチャートでは3位に達したが、チャート圏内に入ったのは6週だけで、本作を最後にバンドはイギリスでトップ10から遠ざかる。スウェーデンのアルバム・チャートでは3週連続で1位を獲得した。
本作からの第1弾シングル「ピンクッション」は『ビルボード』のメインストリーム・ロック・チャートで1位となり、全英シングルチャートでは15位に達した。続く「ブレイクアウェイ」はメインストリーム・ロック・チャートで7位、全英60位を記録。また、メインストリーム・ロック・チャートではその後「ガール・イン・ア・Tシャツ」が27位、「ファズボックス・ヴードゥー」が30位となった。

## 収録曲
特記なき楽曲はビリー・ギボンズ、ダスティ・ヒル、フランク・ベアードの共作。
1. ピンクッション "Pincushion" – 4:33
2. ブレイクアウェイ "Breakaway" (Billy Gibbons) – 4:57
3. ワールド・オブ・スワール "World of Swirl" (B. Gibbons) – 4:08
4. ファズボックス・ヴードゥー "Fuzzbox Voodoo" – 4:42
5. ガール・イン・ア・Tシャツ "Girl in a T-Shirt" (B. Gibbons) – 4:10
6. アンテナ・ヘッド "Antenna Head" – 4:42
7. PCH "PCH" – 3:57
8. チェリー・レッド "Cherry Red" (B. Gibbons) – 4:38
9. カヴァー・ユア・リグ "Cover Your Rig" – 5:49
10. リザード・ライフ "Lizard Life" – 5:09
11. ディール・ゴーイン・ダウン "Deal Goin' Down" – 4:06

### ボーナス・トラック
1. エヴリシング "Everything" – 3:54

## 参加ミュージシャン
- ビリー・ギボンズ - ボーカル、 ギター、ハーモニカ
- ダスティ・ヒル - ボーカル、ベース
- フランク・ベアード - ドラムス、パーカッション